# Болховское сражение
Болховское сражение — эпизод Смутного времени, в ходе которого 10 мая-11 мая 1608 года войскам Лжедмитрия II удалось нанести поражение армии царя Василия Шуйского.

## Предпосылки
Со стороны царя была собрана внушительная рать численностью не менее 30 тыс. воинов (5 полков). Предводителями этой рати были воеводы Дмитрий Шуйский и Василий Голицын. На стороне Самозванца было всего лишь 13 тыс. солдат под руководством Романа Рожинского. Двухдневное сражение произошло на реке Каменке в окрестностях города Болхов, в котором до этого пассивно стояло царское войско.

## Ход битвы
Битва началась с удара авангарда армии Лжедмитрия II, состоявшего из шляхетских гусарских и панцирных рот и казачьих сотен. Атака была успешно отбита встречным ударом русской дворянской конницы и наёмных немецких рот. На помощь своему авангарду поспешили дополнительные силы во главе с племянником главнокомандующего Адамом Рожинским, которые опрокинули передовой русский полк князя Голицына. Однако тут в бой вступил сторожевой полк искусного военного деятеля князя Куракина, который остановил противника. На этом закончился первый день сражения.
На следующий день боевые действия возобновились на рассвете с лобовых атак польско-казацкого войска. Они не имели успеха, поскольку русские воеводы разместили своё войско в укреплённом обозе, подступы к которому спереди прикрывало большое болото. Однако в стан Рожинского прибыл перебежчик по фамилии Лихарев, который известил гетмана о силах русского войска, расположении полков, а также о шатости, связанной с нежеланием воевать за царя Шуйского. Рожинский двинул свои резервы во фланг русской армии. К тому же, он прибегнул к хитрости, приказав включить в этот отряд обозные телеги, укрепив на них боевые знамёна, чтобы русским воинам казалось, что армия Лжедмитрия куда больше, чем она была на самом деле. Встревоженный приближением «большого» неприятельского войска, Дмитрий Шуйский начал преждевременно отводить «наряд»(то есть артиллерию) к Болхову. Это вызвало замешательство в действиях правительственных войск, противник перешёл в решительное наступление и в нескольких местах прорвал фронт русских полков. Разгромленная армия Дмитрия Шуйского бежала. Поляки преследовали её на протяжении 25 вёрст до расположенной за Болховом засеки.

## Последствия
Часть правительственных войск (около 5 тысяч) заперлась в Болхове, но после начала обстрела города из артиллерии сдалась и, признав самозванца своим государем, присоединилась к его армии. Лжедмитрий II получил возможность для наступления на Москву и не замедлил этим воспользоваться. Калуга признала его власть без боя. Далее, узнав что на Калужской дороге его ожидает другая царская армия под предводительством Скопина-Шуйского, Лжедмитрий II предпочёл не вступать с ней в бой и повернул на север. Там, где местные жители оказывали ему сопротивление, к примеру в Можайске, самозванец подавил его с помощью захваченной под Болховом тяжёлой артиллерии. Войско Лжедмитрия II подступило к Москве и обосновалось в Тушинском лагере.